# Václav Morch
Ing. Václav Morch (21. listopad 1909 Domoušice – 9. leden 1979 Praha) byl český zeměměřič a kartograf.

## Život
Základní školu absolvoval v rodných Domoušicích. Maturoval na reálce v Lounech v roce 1927. Poté studoval geodézii na ČVUT. Studia zakončil v roce 1931 a byl promován zeměměřickým inženýrem. Po ukončení studia pracoval v Inspektorátu katastrálního vyměřování v Trenčíně. V roce 1937 nastoupil do Triangulační kanceláře Ministerstva financí, ze které později vzniklo oddělení triangulace Geodetického a topografického ústavu (GTÚ). Od roku 1956 až do odchodu do důchodu v roce 1970 pracoval na Ústřední správě geodezie a kartografie.
Ve školním roce 1957–1958 působil jako externí učitel na tehdejší Střední průmyslové škole zeměměřické.

## Kartografické dílo
Je autorem řady map v odborných a populárních cestopisných publikacích i v dobrodružných knihách pro mládež.